# パキスタンの大統領
パキスタンの大統領（パキスタンのだいとうりょう、ウルドゥー語: صدر مملکت پاکستان, ラテン文字転写:  s̤adr-i Pākistān; 英語: President of Pakistan）は、パキスタン・イスラム共和国の元首たる大統領である。

## 概要
同国の大統領職は任期を5年と定めている。同国憲法 において、大統領へ就任する人物は「45歳以上のイスラム教徒」であることが前提となっている。
大統領が在任中に職務停止を受けたり解任されるなどして不在の場合、大統領代行を上院議長が務めることになっており、その際には大統領が職務を再開あるいは次の大統領が選出されるまで、同議長がこの職務を遂行することとなる。

## 選出
同国の大統領は選挙人団によって選出されることが決まっている。

## 大統領の一覧
| パキスタン自治領 (1947-1956)           |                                                         |                                                         |                                                           |                                |                                |                                |                         |
| 代                                     | 総督                                                    | 総督                                                    | 所属政党                                                  | 在任期間                       | 在任期間                       | 在任期間                       | 備考                    |
| 001                                    | ムハンマド・アリー・ジンナー Muhammad Ali Jinnah        |                                                         | パキスタン・ムスリム連盟 （PML）                          | 1947年8月15日 - 1948年9月11日  | 1947年8月15日 - 1948年9月11日  | 1年 + 27日                     | 在任中に死去            |
| 00－                                   | フワージャ・ナズィームッディーン Khawaja Nazimuddin     |                                                         | パキスタン・ムスリム連盟 （PML）                          | 1948年9月14日 - 1948年11月11日 | 1948年9月14日 - 1948年11月11日 | 58日                           | 総督代行                |
| 002                                    | フワージャ・ナズィームッディーン Khawaja Nazimuddin     | 1948年11月11日 - 1951年10月17日                         | 1948年11月11日 - 1951年10月17日                           | 2年 + 340日                    |                                |                                |                         |
| 003                                    | グラーム・ムハンマド Malik Ghulam Muhammad              |                                                         | 無所属                                                    | 1951年10月17日 - 1955年10月6日 | 1951年10月17日 - 1955年10月6日 | 3年 + 354日                    | 任期満了前に辞任        |
| 00－                                   | イスカンダル・ミールザー Iskander Mirza                 |                                                         | 共和党 （RP）                                             | 1955年8月7日 - 1955年10月6日   | 1955年8月7日 - 1955年10月6日   | 60日                           | 総督代行                |
| 004                                    | イスカンダル・ミールザー Iskander Mirza                 | 1955年10月6日 - 1956年3月23日                           | 1955年10月6日 - 1956年3月23日                             | 169日                          |                                |                                |                         |
| パキスタン・イスラム共和国 (1956-現在) |                                                         |                                                         |                                                           |                                |                                |                                |                         |
| 代                                     | 大統領                                                  | 大統領                                                  | 所属政党                                                  | 期                             | 在任期間                       | 在任期間                       | 備考                    |
| 001                                    | イスカンダル・ミールザー Iskander Mirza                 |                                                         | 共和党 （RP）                                             | 1                              | 1956年3月23日 - 1958年10月27日 | 2年 + 218日                    | 任期満了前に解任        |
| 002                                    | アユーブ・ハーン Ayub Khan                              |                                                         | 無所属 （軍人）                                           | －                             | 1958年10月27日 - 1962年6月8日  | 10年 + 149日                   | 戒厳令下の統治          |
| 0(2)                                   | アユーブ・ハーン Ayub Khan                              | パキスタン・ムスリム連盟会議 （CML）                    | －                                                        | 1962年6月8日 - 1965年3月25日   |                                | 10年 + 149日                   |                         |
| 0(2)                                   | アユーブ・ハーン Ayub Khan                              | パキスタン・ムスリム連盟会議 （CML）                    | 2                                                         | 1965年3月25日 - 1969年3月25日  | 任期満了前に辞任               | 10年 + 149日                   |                         |
| 00－                                   | ヤヒヤー・ハーン Yahya Khan                             |                                                         | 無所属 （軍人）                                           | －                             | 1969年3月25日 - 1969年3月31日  | 273年 + 6日                    | 暫定元首 （戒厳司令官） |
| 003                                    | ヤヒヤー・ハーン Yahya Khan                             | －                                                      | 無所属 （軍人）                                           | 1969年3月31日 - 1971年12月20日 |                                |                                |                         |
| 004                                    | ズルフィカール・アリー・ブットー Zulfikar Ali Bhutto    |                                                         | パキスタン人民党 （PPP）                                  | 3                              | 1971年12月20日 - 1973年8月13日 | 1年 + 236日                    |                         |
| 005                                    | ファザル・イラーヒー・チョードリー Fazal Ilahi Chaudhry |                                                         | パキスタン人民党 （PPP）                                  | 4                              | 1973年8月14日 - 1978年9月16日  | 5年 + 33日                     | 任期満了前に辞任        |
| 00－                                   | ムハンマド・ジア＝ウル＝ハク Muhammad Zia-ul-Haq        |                                                         | 無所属 （軍人）                                           | －                             | 1978年9月16日 -1986年3月25日   | 7年 + 190日                    | 暫定元首 （戒厳司令官） |
| 006                                    | ムハンマド・ジア＝ウル＝ハク Muhammad Zia-ul-Haq        | －                                                      | 無所属 （軍人）                                           | 1986年3月25日 - 1988年8月17日  | 2年 + 145日                    | 在任中に死去                   |                         |
| 00－                                   | グラーム・イスハーク・ハーン Ghulam Ishaq Khan          |                                                         | 無所属                                                    | －                             | 1988年8月17日 -1988年12月12日  | 117日                          | 大統領代行 （上院議長） |
| 007                                    | グラーム・イスハーク・ハーン Ghulam Ishaq Khan          | 5                                                       | 無所属                                                    | 1988年12月12日 - 1993年7月18日 | 4年 + 218日                    | 任期満了前に解任               |                         |
| 00－                                   | ワスィーム・サッジャード Wasim Sajjad                   |                                                         | パキスタン・ムスリム連盟 ナワーズ・シャリーフ派 （PML-N） | －                             | 1993年7月18日 - 1993年11月14日 | 119日                          | 大統領代行 （上院議長） |
| 008                                    | ファールーク・ラガーリー Farooq Leghari                 |                                                         | パキスタン人民党 （PPP）                                  | 6                              | 1993年11月14日 - 1997年12月2日 | 4年 + 18日                     | 任期満了前に辞任        |
| 00－                                   | ワスィーム・サッジャード Wasim Sajjad                   |                                                         | パキスタン・ムスリム連盟 ナワーズ・シャリーフ派 （PML-N） | －                             | 1997年12月2日 - 1998年1月1日   | 30日                           | 大統領代行 （上院議長） |
| 009                                    | ムハンマド・ラフィーク・ターラル Muhammad Rafiq Tarar   |                                                         | パキスタン・ムスリム連盟 ナワーズ・シャリーフ派 （PML-N） | 7                              | 1998年1月1日 - 2001年6月20日   | 3年 + 170日                    | 任期満了前に解任        |
| 010                                    | パルヴェーズ・ムシャラフ Pervez Musharraf               |                                                         | 無所属 （軍人）                                           | －                             | 2001年6月20日 - 2004年1月1日   | 7年 + 59日                     |                         |
| 010                                    | パルヴェーズ・ムシャラフ Pervez Musharraf               | 8                                                       | 無所属 （軍人）                                           | 2004年1月1日 - 2007年10月6日   | 信任投票                       | 7年 + 59日                     |                         |
| (10)                                   | パルヴェーズ・ムシャラフ Pervez Musharraf               | パキスタン・ムスリム連盟 カーイデ・アーザム派 （PML-Q） | 9                                                         | 2007年10月6日 - 2008年8月18日  | 任期満了前に辞任               | 7年 + 59日                     |                         |
| 00－                                   | ムハンマド・ミヤーン・スームロー Muhammad Mian Soomro   |                                                         | パキスタン・ムスリム連盟 カーイデ・アーザム派 （PML-Q）   | －                             | 2008年8月18日 - 2008年9月9日   | 22日                           | 大統領代行 （上院議長） |
| 011                                    | アースィフ・アリー・ザルダーリー Asif Ali Zardari       |                                                         | パキスタン人民党 （PPP）                                  | 10                             | 2008年9月9日 - 2013年9月9日    | 5年 + 0日                      |                         |
| 012                                    | マムヌーン・フセイン Mamnoon Hussain                    |                                                         | パキスタン・ムスリム連盟 ナワーズ・シャリーフ派 （PML-N） | 11                             | 2013年9月9日 - 2018年9月8日    | 4年 + 364日                    |                         |
| 013                                    | アリフ・アルヴィ Arif Alvi                              |                                                         | パキスタン正義運動 （PTI）                                | 12                             | 2018年9月9日 - 2022年4月10日   | 3年 + 213日                    |                         |
| 00－                                   | サディク・サンジュラニ Sadiq Sanjrani                   |                                                         | 無所属                                                    | －                             | 2022年4月10日 - 2022年4月12日  | 2日                            | 大統領代行 （上院議長） |
| (13)                                   | アリフ・アルヴィ Arif Alvi                              |                                                         | パキスタン正義運動 （PTI）                                | (12)                           | 2022年4月12日 - 2023年9月9日   | 1年 + 150日 （計 4年 + 363日） | 任期満了                |
| 00－                                   | ラジャ・ペルヴァイズ・アシュラフ Raja Pervaiz Ashraf    |                                                         | 無所属                                                    | －                             | 2023年9月9日 - 2023年9月9日    | 0日                            | 大統領代行 （下院議長） |
| 00－                                   | サディク・サンジュラニ Sadiq Sanjrani                   |                                                         | 無所属                                                    | －                             | 2023年9月9日 - （現職）        | 1年 + 190日                    | 大統領代行 （上院議長） |